# San Juan Bautista (Venezuela)
San Juan Bautista é uma cidade venezuelana, capital do município de Díaz.